# Departamento de Llanquihue
El departamento de Llanquihue fue una antigua división político-administrativa de Chile que existió entre 1861 y 1976. Perteneció a la antigua provincia de Llanquihue y tuvo como cabecera a la ciudad de Puerto Montt.

## Historia

### 1861 a 1891
El departamento fue creado el 22 de octubre de 1861 —mediante la ley que creó la provincia de Llanquihue— a partir del Territorio de Colonización de Llanquihue, creado en 1853. Limitaba por el norte y oeste con el departamento de Osorno y por el sur con el departamento de Carelmapu. Se designó a Puerto Montt como cabecera.
Su demarcación territorial fue fijada en 1863, quedando dividido en cinco subdelegaciones y 23 distritos. Sus límites originales fueron:
- al norte, el río Rahue y el lago Rupanco,
- al este, la cordillera de los Andes,
- al sur, el río Puelo y el seno de Reloncaví, y
- al oeste, el río Maipué, desde su confluencia con el río Negro hasta su confluencia con el Rahue, y una línea desde las confluencias de los ríos Negro y Maipué hasta la punta Guatral (frente a isla Huar), pasando frente al salto de Maullín.

Las subdelegaciones y distritos originales quedaron fijados de la siguiente manera:
| Subdelegación  | Distritos          |
| -------------- | ------------------ |
| 1.ª, Melipulli | N.º 1 Cayenel      |
| 1.ª, Melipulli | N.º 2 Melipulli    |
| 1.ª, Melipulli | N.º 3 Arrayán      |
| 2.ª, Huatral   | N.º 1 Huelmu       |
| 2.ª, Huatral   | N.º 2 Ilque        |
| 2.ª, Huatral   | N.º 3 Panitao      |
| 2.ª, Huatral   | N.º 4 Maillen      |
| 2.ª, Huatral   | N.º 5 Chinquín     |
| 2.ª, Huatral   | N.º 6 Tenglo       |
| 3.ª, La Laguna | N.º 1 El Camino    |
| 3.ª, La Laguna | N.º 2 Puerto Varas |
| 3.ª, La Laguna | N.º 3 El Desagüe   |
| 3.ª, La Laguna | N.º 4 Frutillar    |
| 3.ª, La Laguna | N.º 5 Octay        |
| 3.ª, La Laguna | N.º 6 El Volcán    |
| 4.ª, Reloncaví | N.º 1 Lenca        |
| 4.ª, Reloncaví | N.º 2 Quillaipe    |
| 4.ª, Reloncaví | N.º 3 Coihuín      |
| 4.ª, Reloncaví | N.° 4 Pelluco      |
| 5.ª, Río Negro | N.º 1 Chanchán     |
| 5.ª, Río Negro | N.º 2 Chahuilco    |
| 5.ª, Río Negro | N.º 3 Chifín       |
| 5.ª, Río Negro | N.º 4 Colegual     |

En 1885, mediante decreto del 18 de mayo —publicado en el Diario Oficial el 13 de junio de ese año— se realizó una nueva demarcación territorial. Los límites del departamento se mantuvieron iguales, pero esta vez se agregaron una subdelegación y cuatro nuevos distritos —sumando 27 en total—, se cambiaron algunos nombres y se traspasaron algunos distritos a otras subdelegaciones.

### Ley de Comuna Autónoma
Con las publicaciones de la Ley de Comuna Autónoma y el decreto relacionado en 1891, en el departamento se crearon las municipalidades de Frutillar y Octay. De esta forma, en base a las modificaciones de 1885, el departamento quedó con una nueva división administrativa:

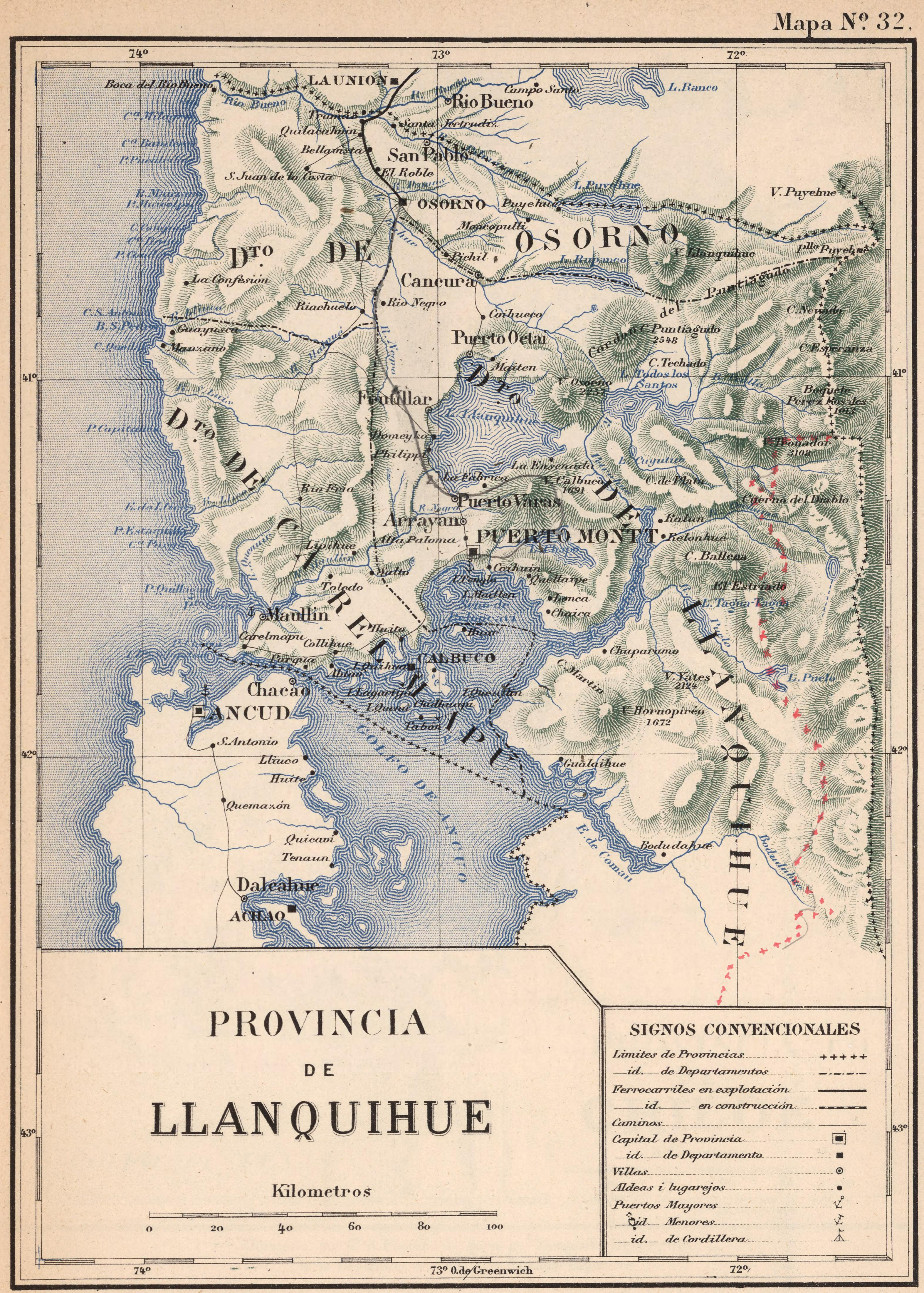
Provincia de Llanquihue en 1903.

| Municipalidad | Subdelegación     | Distritos                |
| ------------- | ----------------- | ------------------------ |
| Puerto Montt  | 1.ª, Puerto Montt | N.º 1 Puerto Montt       |
| Puerto Montt  | 1.ª, Puerto Montt | N.º 2 Angelmó            |
| Puerto Montt  | 1.ª, Puerto Montt | N.º 3 Lagunitas          |
| Puerto Montt  | 1.ª, Puerto Montt | N.º 4 Arrayán            |
| Puerto Montt  | 1.ª, Puerto Montt | N.º 5 Pelluco            |
| Puerto Montt  | 1.ª, Puerto Montt | N.º 6 Tenglo             |
| Puerto Montt  | 1.ª, Puerto Montt | N.º 7 Maillen            |
| Puerto Montt  | 2.ª, Guatral      | N.º 1 Huelmo             |
| Puerto Montt  | 2.ª, Guatral      | N.º 2 Ilque              |
| Puerto Montt  | 2.ª, Guatral      | N.º 3 Panitao            |
| Puerto Montt  | 4.ª, Reloncaví    | N.º 1 Lenca              |
| Puerto Montt  | 4.ª, Reloncaví    | N.º 2 Quillaipe          |
| Puerto Montt  | 4.ª, Reloncaví    | N.º 3 Chamiza            |
| Frutillar     | 3.ª, La Laguna    | N.º 1 La Laja            |
| Frutillar     | 3.ª, La Laguna    | N.º 2 Puerto Varas       |
| Frutillar     | 3.ª, La Laguna    | N.º 3 Desagüe            |
| Frutillar     | 3.ª, La Laguna    | N.º 4 Frutillar          |
| Frutillar     | 3.ª, La Laguna    | N.º 5 Colegual           |
| Frutillar     | 3.ª, La Laguna    | N.º 6 Fábrica            |
| Frutillar     | 3.ª, La Laguna    | N.º 7 La Ensenada        |
| Frutillar     | 5.ª, Río Negro    | N.º 1 Chahuilco          |
| Frutillar     | 5.ª, Río Negro    | N.º 2 Chifín             |
| Frutillar     | 5.ª, Río Negro    | N.º 3 Manzanales         |
| Octay         | 6.ª, Octay        | N.º 1 Punta de los Bajos |
| Octay         | 6.ª, Octay        | N.º 2 Octay              |
| Octay         | 6.ª, Octay        | N.º 3 Volcán             |
| Octay         | 6.ª, Octay        | N.º 4 Coihueco           |

#### Otras modificaciones
Durante las siguientes décadas, el departamento continuó teniendo modificaciones, tanto en su división administrativa como en su territorio.
- En 1894 el gobierno declaró, mediante decreto, que el territorio comprendido entre los paralelos 42° S y 47° S, y que no hubiera sido asignado por disposiciones anteriores a la provincia de Chiloé, formaba parte del departamento de Llanquihue.[5] Es decir, desde el límite sur del departamento de Quinchao hasta el límite con el Territorio de Magallanes.
- En 1902 se creó la comuna de Río Negro,[6] a partir de la 5.ª subdelegación del mismo nombre.[a] En 1904, mediante la Ley 1672, fue traspasada al departamento de Osorno.[7]
- A partir de territorio de la 4.ª subdelegación Reloncaví, cuyos límites estaban vagamente definidos,[b] en 1907 se estableció la 5.ª subdelegación Cochamó (tomando la numeración que correspondía a Río Negro).[8][c]
- La comuna de Frutillar cambió de nombre a «Puerto Varas» en 1912.[9]
- En 1915 se creó la 7.ª subdelegación Río Simpson, dependiente de Puerto Montt. Su territorio se fijó desde el río Rayas o Blanco —al norte de lo que es hoy la ciudad de Chaitén, frente a isla Talcán— hasta el paralelo 47° S; es decir, hasta el límite con el Territorio de Magallanes.[10][d]
- En 1919 se estableció la 8.ª subdelegación Rupanco, a partir del distrito N.º 4 Coihueco de la 6.ª subdelegación Octay.[11]

En mayo de 1925 se publicó el Decreto Ley 354, que especificó los límites de los departamentos de la República. En el caso de Llanquihue, el límite departamental no sufrió importantes variaciones.

#### Constitución de 1925
La Constitución de 1925 —que entró en vigencia en septiembre de ese año— creó la figura de «comuna-subdelegación», igualando la división administrativa «comuna» con la división política «subdelegación». Cuatro meses después, en enero de 1926, se publicó el Decreto Ley 803 que creaba nuevas comunas. En el caso del departamento de Llanquihue:
- Se establecía la comuna de Rupanco,[13] con los mismos límites que la 8.ª subdelegación del mismo nombre.[e]
- También se modificaba la comuna de Puerto Varas, pero con nuevos límites.[13]
- La 7.ª subdelegación Río Simpson era suprimida y en su territorio se creaban las comunas de Palena y Aysén, pero bajo la administración de la provincia de Chiloé.[13]

Sin embargo, el decreto ley, como lo determinaba su artículo 15º, entraría en vigencia solo después de las elecciones municipales de 1927.

### 1928 a 1937
La asunción al poder del general Carlos Ibañez del Campo en 1927 trajo consigo un reordenamiento de la división político-administrativa del país. A través de los decretos con fuerza de ley 8582 y 8583 de diciembre de ese año, se crearon o eliminaron provincias, se modificaron límites provinciales y departamentales, y se suprimieron y crearon nuevas comunas.
El departamento de Llanquihue perdió parte de su territorio norte —que pasó a depender del departamento de Osorno— y la 7.ª subdelegación Río Simpson, que se transformó en el Territorio de Aysén, pero sumó el suprimido departamento de Carelmapu, que incluía Calbuco, Maullín y la 4.ª subdelegación Gualaihué, conformada por territorio en Chiloé continental.
Asimismo, la provincia de Llanquihue fue eliminada y el modificado departamento de Llanquihue pasó a integrar la provincia de Chiloé, mientras que Puerto Montt quedó como capital de la provincia. También fue creada la comuna de Fresia. De esta forma, el departamento quedó con las siguientes comunas-subdelegaciones:
- Puerto Montt
- Puerto Varas
- Calbuco
- Maullín
- Fresia

En 1936, sobre la base de territorios que pertenecían a Fresia y Puerto Varas, se creó la comuna-subdelegación de Frutillar.

### 1937 a 1976
El próximo cambio sustancial llegó en enero de 1937, con la creación del departamento de Puerto Varas, el cual quedó comprendido por las comunas de Fresia, Frutillar y Puerto Varas, y de cabecera en la ciudad homónima.
Dos meses después, se volvió a establecer la provincia de Llanquihue, esta vez integrada por cuatro departamentos:
- Departamento de Llanquihue
- Departamento de Puerto Varas
- Departamento de Calbuco
- Departamento de Maullín

Los límites de las comunas configuraron los límites de los departamentos, por lo que el departamento de Llanquihue quedó reducido esta vez a la comuna de Puerto Montt.
La siguiente modificación administrativa llegó en 1950 con la creación de la comuna de Cochamó. Junto con Puerto Montt conformó una agrupación municipal que tuvo su cabecera en la ciudad puerto.

#### Eliminación del departamento
Luego del golpe de Estado de 1973, en 1974 se inició el proceso de regionalización que impulsaba la dictadura militar. La «X Región» quedó conformada por las antiguas provincias de Valdivia, Osorno Llanquihue y Chiloé, y empezó a funcionar bajo el nuevo régimen político-administrativo el 1 de enero de 1976.
El fin del departamento de Llanquihue llegó seis días después, con la publicación en el Diario Oficial del Decreto Ley 1317, que dividió las regiones en nuevas provincias. La mayor parte del territorio del departamento pasó a integrar la nueva provincia de Llanquihue, excepto los distritos de Contao, Hualaihué, Río Negro, Lleguimán y Queullín, que se anexaron a la provincia de Chiloé. Pero no durarían mucho tiempo como territorio chilote: en 1979 los primeros cuatro formaron la comuna de Hualaihué, que pasó a integrar la provincia de Palena, mientras que la isla Queullín se quedó finalmente en la comuna de Calbuco.